# Новоресмекеєво
Новоресмеке́єво (рос. Новоресмекеево, башк. Яңы Рәсмәкәй) — присілок у складі Чекмагушівського району Башкортостану, Росія. Входить до складу Рапатовської сільської ради.
Населення — 4 особи (2010; 6 у 2002).
Національний склад:
- татари — 100 %